# Nafije Zogu
Nafije Zogu (Lis, 1896 – Parigi, 1955) è stata una principessa albanese, sorella minore del re Zog I di Albania e membro della dinastia Zogu.

## Biografia
Nafije Zogu nacque nel 1896 al Castello di Burgajet, Lis, Albania, allora parte dell'Impero ottomano. Era la terzogenita e seconda figlia di Xhemal Zogu, governatore ereditario di Mat, e della sua seconda moglie Sadije Toptani. Aveva un fratellastro maggiore, Xhelal Zogu, due fratelli, Zog I e uno morto bambino, e cinque sorelle.  
Sposò Cena Kryeziu, che rimase ucciso nel 1927 durante una rissa col fratello di lei Zog. Ebbero un figlio.  
Nel 1928 Zog divenne re di Albania, e lei Sua Altezza Reale la Principessa Nafije di Albania. Nafije, come sua sorella maggiore Adile e a differenza delle altre sue quattro sorelle, scelse di condurre una vita ritirata e lontana dagli impegni pubblici. Era anche l'unica della famiglia reale albanese a indossare regolarmente il velo, ma obbedì a suo fratello quando, nel 1937, vietò l'uso dell'hijab e incitò le sorelle ad apparire in pubblico con abiti inglesi per essere da esempio al popolo, anche se Nafije comparve sempre il meno possibile.  
Insieme alla famiglia, lasciò l'Albania nel 1939, quando fu invasa dagli italiani, e seguì il fratello prima in Gran Bretagna e poi in Egitto, e infine, nel 1955, in Francia, morì lo stesso anno.

## Discendenza
Dal suo matrimonio, ha avuto un figlio:
- Principe Tati Essad Murad Zogu Kryeziu, principe del Kosovo (Tirana, 24 dicembre 1923 - Cannes, 17 agosto 1993). Prima della nascita del cugino Leka, era l'erede presunto al trono albanese. Sposò Munira Sabri Fawzi, parente della regina Nazlı d'Egitto, il 24 febbraio 1952 a Cannes. Divorziarono nel 1970, senza aver avuto figli.

## Ascendenza
|                   |                   |                      | Genitori |  |  | Nonni             |  |  | Bisnonni          |  |
|                   |                   |                      |          |  |  | Xhelal Pasha Zogu |  |  | Mahmud Pasha Zogu |  |
|                   |                   |                      |          |  |  | Xhelal Pasha Zogu |  |  | Mahmud Pasha Zogu |  |
|                   |                   | …                    |          |  |  | Xhelal Pasha Zogu |  |  |                   |  |
| Xhemal Pasha Zogu |                   |                      |          |  |  | Xhelal Pasha Zogu |  |  |                   |  |
|                   |                   | Ruhije Alltuni       | …        |  |  |                   |  |  |                   |  |
|                   |                   | Ruhije Alltuni       | …        |  |  |                   |  |  |                   |  |
|                   |                   | Ruhije Alltuni       | …        |  |  |                   |  |  |                   |  |
| Nafije Zogu       |                   | Ruhije Alltuni       |          |  |  |                   |  |  |                   |  |
|                   | Salah Bey Toptani | …                    |          |  |  |                   |  |  |                   |  |
|                   | Salah Bey Toptani | …                    |          |  |  |                   |  |  |                   |  |
|                   | Salah Bey Toptani | …                    |          |  |  |                   |  |  |                   |  |
| Sadije Toptani    | Salah Bey Toptani |                      |          |  |  |                   |  |  |                   |  |
|                   |                   | Annije Hanem Toptani | …        |  |  |                   |  |  |                   |  |
|                   |                   | Annije Hanem Toptani | …        |  |  |                   |  |  |                   |  |
|                   |                   | Annije Hanem Toptani | …        |  |  |                   |  |  |                   |  |
|                   |                   | Annije Hanem Toptani |          |  |  |                   |  |  |                   |  |